# ريشة (آلات وترية)

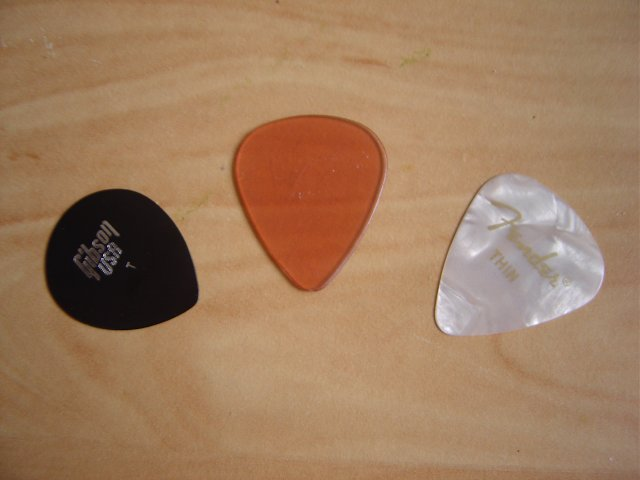
ثلاث ريشات للغيتار

المِضراب أو الريشة (بالإنجليزية: plectrum أو pluck) هي أداة صغيرة مسطحة تستعمل لنقر وتر أو ضرب مجموعة من الأوتار على آلة وترية. تكون الريشة أداة منفصلة بالنسبة للآلات المحمولة مثل الغيتار والمندولين وتحمل في يد العازف، أما في الهاربسكوردات فتكون متصلة بالآلية الرافعة.